# 粗毛野桐
粗毛野桐（学名：Mallotus hookerianus）为大戟科野桐属下的一个种。种名hookerianus以19世纪邱园皇家植物园生物学教授及主管William Jackson Hooker的名字命名。